# Paradijs (lied)
Paradijs is een single van de Nederlandse zanger Frank Boeijen uit 1993. De track staat ook op het album Jazz in Barcelona.
De zanger zingt over de tegenstelling tussen het paradijs en de werkelijkheid. De songtekst reflecteert op maatschappelijke kwesties zoals honger, oorlog en ongelijkheid, en roept op tot een terugkeer naar een betere wereld, het 'paradijs'.